# Championnat de Bretagne de football (USFSA)
Le championnat de Bretagne de football est une compétition française de football, disputée annuellement entre 1902 et 1919, organisée par le Comité de Bretagne de l'Union des sociétés françaises de sports athlétiques (USFSA).

## Palmarès
| Année | Champion                   | Parcours en championnat de France |
| ----- | -------------------------- | --------------------------------- |
| 1903  | Football Club Rennais      | Quart de finale                   |
| 1904  | Stade Rennais              | Demi-finale                       |
| 1905  | Union Sportive Servannaise | Quart de finale                   |
| 1906  |                            |                                   |
| 1907  |                            |                                   |
| 1908  |                            |                                   |
| 1909  |                            |                                   |
| 1910  |                            |                                   |
| 1911  |                            |                                   |
| 1912  |                            |                                   |
| 1913  |                            |                                   |
| 1914  |                            |                                   |
| 1919  |                            |                                   |

## Saison 1902-1903

### Clubs Participants
| Nom du club                         | Ancienneté | Nbre de participation | Stade                    |
| ----------------------------------- | ---------- | --------------------- | ------------------------ |
| Stade Lavallois                     | 1902       | 1re                   |                          |
| Football Club Nantais               | 1902       | 1re                   |                          |
| Football Club Rennais               | 1902       | 1re                   |                          |
| Sport Athlétique du Lycée de Rennes | 1902       | 1re                   |                          |
| Stade Rennais                       | 1902       | 1re                   | Stade Boulevard Voltaire |
| Stade Vannetais                     | 1902       | 1re                   |                          |

### Compétition
La première saison du Championnat de Bretagne de 1re Série voit s'engager six clubs, le Football Club Rennais, le Sport Athlétique du Lycée de Rennes, le Stade Rennais, le Football Club Nantais, le Stade Vannetais et le Stade Lavallois. Le Football Club Rennais remporte le titre,,,, et se qualifie pour le championnat de France, il sera éliminé en quart de finale.
| Quart de Finale                | Stade Rennais | 9 – 0 | Stade Vannetais |                          |                          |
| Dimanche 11 janvier 1903 14h00 |               |       |                 | Stade Boulevard Voltaire | Stade Boulevard Voltaire |

| Quart de Finale                | Stade Lavallois | 2 – 6 | Football Club Rennais |                       |                       |
| Dimanche 25 janvier 1903 14h30 |                 |       |                       | Arbitrage : M. Ménard | Arbitrage : M. Ménard |

| Demi-Finale              | Football Club Rennais | 3 – 1 | Football Club Nantais |  |
| Dimanche 01 février 1903 |                       |       |                       |  |

| Demi-Finale              | Stade Rennais | 0 – 1   | Sport Athlétique du Lycée de Rennes |                                                                      |                                                                      |
| Dimanche 01 février 1903 | |         | Lemainais | Stade Boulevard Voltaire Spectateurs : 500 Arbitrage : M. Couchouren | Stade Boulevard Voltaire Spectateurs : 500 Arbitrage : M. Couchouren |
| Dimanche 01 février 1903 | But : Martin; arrières : Peter, Jamin; demis : Montouan, Leroy, Guibert; avants : Audren, Mahuault, Joulaud, Ghis, Duchesne (cap.) | Équipes | But : de Villers; arrières : Deshayes, Bertho; demis : Donnio, Laloy (cap.), Guémené; avants : Rideau, Lecomte, Lemainais, Moppert, Bazillon | Stade Boulevard Voltaire Spectateurs : 500 Arbitrage : M. Couchouren | Stade Boulevard Voltaire Spectateurs : 500 Arbitrage : M. Couchouren |

| Finale                | Sport Athlétique du Lycée de Rennes | 3 – 4 | Football Club Rennais |                         |                         |
| Dimanche 08 mars 1903 |                                     |       |                       | Arbitrage : M. Duchesne | Arbitrage : M. Duchesne |

## Saison 1903-1904

### Clubs Participants
| Nom du club                | Ancienneté | Nbre de participation | Stade                    |
| -------------------------- | ---------- | --------------------- | ------------------------ |
| Stade Lavallois            | 1902       | 2ème                  |                          |
| Racing Club Nantais        | 1903       | 1ère                  |                          |
| Football Club Rennais      | 1902       | 2ème                  |                          |
| Stade Rennais              | 1902       | 2ème                  | Stade Boulevard Voltaire |
| Union Sportive Servannaise | 1903       | 1ère                  |                          |
| Stade Vannetais            | 1902       | 2ème                  | Stade Route de Rennes    |

### Compétition
La seconde saison du Championnat de Bretagne de 1re Série voit s'engager six clubs, ceux de la saison précédente, le Football Club Rennais, le Stade Rennais, le Stade Vannetais et le Stade Lavallois, puis deux nouveaux, l'Union Sportive Servannaise et le Racing Club Nantais. Le Stade Rennais remporte le titre,,,, et se qualifie pour le championnat de France, il sera éliminé en demi-finale.
| Quart de Finale           | Stade Lavallois | Forfait | Union Sportive Servannaise |  |
| Dimanche 15 novembre 1903 |                 |         |                            |  |

| Quart de Finale                | Racing Club Nantais | 0 – 9   | Stade Vannetais                                                                                      |                       |                       |
| Dimanche 6 décembre 1903 14h00 |                     | (5 - 0) | Frécault 10e Frécault ?? Garel ?? Garel ?? Garel ?? E. Germain ?? E. Germain ?? J. Germain ?? You ?? | Arbitrage : M. Vialas | Arbitrage : M. Vialas |

| Demi-Finale               | Football Club Rennais | 1 - 7 | Union Sportive Servannaise |  |
| Dimanche 13 décembre 1903 |                       |       |                            |  |

| Demi-Finale               | Stade Vannetais | 3 - 5 | Stade Rennais |                       |                       |
| Dimanche 20 décembre 1903 |                 |       |               | Stade Route de Rennes | Stade Route de Rennes |

| Finale                   | Stade Rennais                                                                                  | 2 - 0   | Union Sportive Servannaise                                              |                          |                          |
| Dimanche 24 janvier 1904 | Hamont ??                                                                                      | (2 - 0) |                                                                         | Stade Boulevard Voltaire | Stade Boulevard Voltaire |
| Dimanche 24 janvier 1904 | But : Couchouren; arrières : Peters, Jamain; demis : ??, ??; avants : Duchesne, Hamont, ??, ?? | Équipes | But : ??; arrières : Debbey (cap.), ??; demis : ??, ??; avants : ??, ?? | Stade Boulevard Voltaire | Stade Boulevard Voltaire |

## Saison 1904-1905

### Clubs Participants
| Nom du club                   | Ancienneté | Nbre de participation | Stade                    |
| ----------------------------- | ---------- | --------------------- | ------------------------ |
| Stade Lavallois               | 1902       | 3ème                  |                          |
| Stade Rennais Université Club | 1902       | 3ème                  | Stade Boulevard Voltaire |
| Union Sportive Servannaise    | 1903       | 2ème                  |                          |
| Stade Vannetais               | 1902       | 3ème                  | Stade Route de Rennes    |

### Compétition
La troisième saison du Championnat de Bretagne de 1re Série voit s'engager quatre clubs. Les équipes de Nantes quittent le Comité de Bretagne et intègrent les compétitions organisées par le Comité de l'Atlantique créé en 1904. L'Union Sportive Servannaise remporte le titre,,,, et se qualifie pour le championnat de France, il sera éliminé en quart de finale.

#### Résultats
| 1er Match                 | Stade Lavallois | 2 - 3   | Stade Rennais Université Club |                       |                       |
| Dimanche 27 novembre 1904 |                 |         |                               | Arbitrage : M. Parris | Arbitrage : M. Parris |
| Dimanche 27 novembre 1904 |                 | Équipes | arrières : Durocher (cap.)    | Arbitrage : M. Parris | Arbitrage : M. Parris |

| 2ème Match                | Stade Vannetais | 0 - 1   | Stade Rennais Université Club |  |  |
| Dimanche 11 décembre 1904 |                 | (0 - 1) |                               |  |  |

| 3ème Match                | Stade Lavallois | Forfait | Union Sportive Servannaise |  |
| Dimanche 11 décembre 1904 |                 |         |                            |  |

| 4ème Match               | Stade Vannetais | 1 - 0 | Stade Lavallois |                          |                          |
| Dimanche 15 janvier 1905 |                 |       |                 | Stade Boulevard Voltaire | Stade Boulevard Voltaire |

| 5ème Match                     | Stade Rennais Université Club                                                                                 | 1 - 3   | Union Sportive Servannaise                                                                                                |                                                |                                                |
| Dimanche 22 janvier 1905 14h00 | |         | | Stade Boulevard Voltaire Arbitrage : M. Gémain | Stade Boulevard Voltaire Arbitrage : M. Gémain |
| Dimanche 22 janvier 1905 14h00 | But : Marcello; Arrières : Peter; Jamin; Demis : Besnard; Gore; ??; Avants : G. Beaugy; ??; Hamon; ??; Audren | Équipes | But : De Carterets; Arrières : ??; ??; Demis : J. De Bay (cap.); ??; ??; Avants : Laurent; Gueguen E.; Gueguen A.; ??; ?? | Stade Boulevard Voltaire Arbitrage : M. Gémain | Stade Boulevard Voltaire Arbitrage : M. Gémain |

| 6ème Match                     | Stade Vannetais | - | Union Sportive Servannaise |                          |                          |
| Dimanche 12 février 1905 14h00 |                 |   |                            | Stade Boulevard Voltaire | Stade Boulevard Voltaire |

#### Classement final
| Rang | Équipe                          | Pts | J | G | N | P | Bp | Bc | Diff |
| ---- | ------------------------------- | --- | - | - | - | - | -- | -- | ---- |
| 1    | Union Sportive Servannaise      |     |   |   |   |   |    |    |      |
|      | Stade Rennais Université Club T |     |   |   |   |   |    |    |      |
|      | Stade Lavallois                 |     |   |   |   |   |    |    |      |
|      | Stade Vannetais                 |     |   |   |   |   |    |    |      |

Victoire à 2 points
Résultat
- Champion de Bretagne 1904-1905

Abréviations
T : Tenant du titre